# Szkoła Podstawowa nr 1 z Oddziałami Integracyjnymi im. Tadeusza Kościuszki w Świdnicy
Szkoła Podstawowa nr 1 z Oddziałami Integracyjnymi im. Tadeusza Kościuszki w Świdnicy – polska publiczna placówka edukacyjna założona w 1945 r. w Świdnicy (województwo dolnośląskie). Początkowo budynek szkolny mieścił się przy ul. Różanej 6, jednak w 1997 r. został otwarty nowy ośrodek przy ul. Galla Anonima 1 na osiedlu Zawiszów.

## Historia szkoły
Szkołę otwarto 4 września 1945 tuż po mszy św. w kościele pod wezwaniem św. Stanisława i św. Wacława (obecna katedra diecezji świdnickiej). Była to pierwsza placówka edukacyjna, która powstała w roku szkolnym 1945/1946. Na pierwszy rok szkolny zapisało się 70 uczniów, zaś pod jego koniec w szkole pracowało już piętnastu nauczycieli.
W 1959 zmieniono nazwę szkoły z Publiczna Szkoła Podstawowa nr 1 na Szkoła Podstawowa nr 1 w Świdnicy.
W latach 70. szkoła zaczęła odnosić swoje artystyczne sukcesy. Powstał chór prowadzony przez Mariana Cichonia.
23 marca 1974 odbyła się uroczystość nadania szkole imienia Tadeusza Kościuszki, która obfitowała w wiele atrakcji artystycznych.
Oficjalne wręczenie sztandaru ufundowanego przez zakład opiekuńczy – Spółdzielnię Pracy im. Marcelego Nowotki i Komitet Rodzicielski odbyło się dn. 26 marca 1977 w sali Świdnickiego Ośrodka Kultury.
W 1997 ukończono budowę nowego budynku szkoły przy ul. Galla Anonima 1 w północnej cz. miasta. Rok później dobudowano salę gimnastyczną – ważną dla Świdnicy halę sportową.
Święto Szkoły przypada 24 marca. Są wówczas organizowane uroczystości związane z jej patronem.

## Dyrektorzy
| Imię i nazwisko       | Lata pełnienia funkcji |
| --------------------- | ---------------------- |
| Piotr Waluk           | 1945–1951              |
| Helena Kotełko        | 1951–1953              |
| Piotr Waluk           | 1953–1966              |
| Mieczysław Markiewicz | 1966–1967              |
| Antoni Nowicki        | 1967–1970              |
| Marian Cichoń         | 1970–1972              |
| Lucyna Malinowska     | 1973–1989              |
| Marianna Irla         | 1989–1999              |
| Małgorzata Sandecka   | 1999–2004              |
| Alicja Karol          | 2004–2018              |
| Renata Begierska      | od 2018                |